# ネマニャ・ミロヴァノヴィッチ
ネマニャ・ミロヴァノヴィッチ（Nemanja Milovanović (セルビア語: Немања Миловановић、1991年6月12日 - ）は、セルビア・クルシェヴァツ出身のプロサッカー選手。ナプレダク・クルシェヴァツ所属。ポジションは、ミッドフィールダー。